# Tasmanoonops alipes
Tasmanoonops alipes là một loài nhện trong họ Orsolobidae.
Loài này thuộc chi Tasmanoonops. Tasmanoonops alipes được V. V. Hickman miêu tả năm 1930.